# 2243 Lönnrot
2243 Lönnrot là một tiểu hành tinh vành đai chính với chu kỳ quỹ đạo là 1.231,4595638 ngày (3,37 năm).
Nó được phát hiện ngày 25 tháng 9 năm 1941.